# کوشراد ویلکیه
کوشراد ویلکیه (به لهستانی:  Kosierady Wielkie) یک روستا در لهستان است که در گمینا سوکوووف پودلاسکی واقع شده‌است.